# ロッテルダム国際映画祭

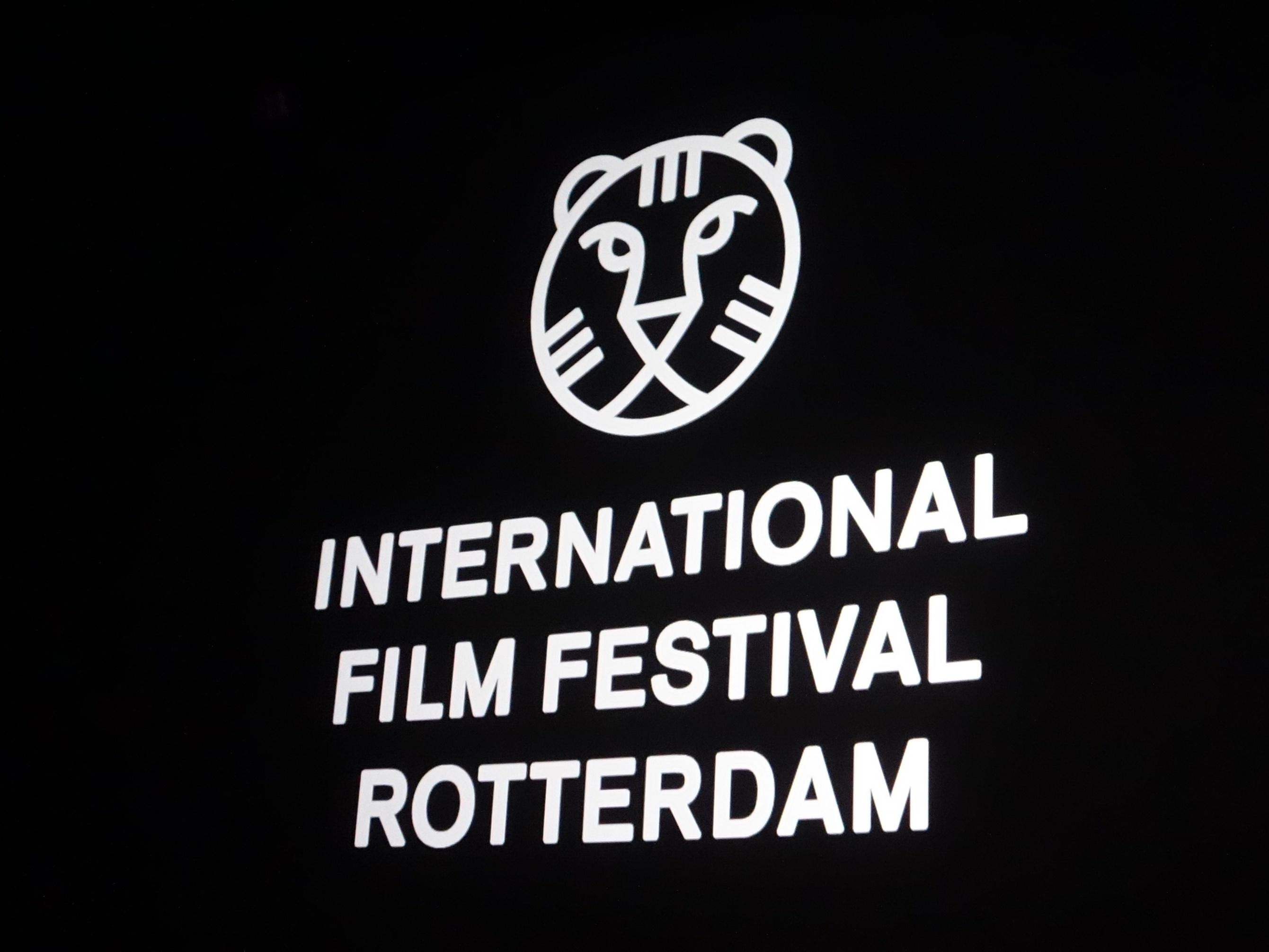
ロッテルダム国際映画祭

ロッテルダム国際映画祭（ロッテルダムこくさいえいがさい、International Film Festival Rotterdam, IFFR）は、オランダのロッテルダムで開催される映画祭。1972年に始まり、毎年1月の終わりに開催されている。1995年の第24回以降は、長編映画のコンペティション部門の上映作品を、長編初監督作品か、長編2作目に限っている。このため、新人監督に賞を授与する映画祭となっている。

## 概要
- FIAPF公認の映画祭ではないが、来場者数355,000人、上映作品数700本（2008年）という規模はヴェネツィア国際映画祭よりも遥かに大きく、ヨーロッパではカンヌ国際映画祭、ベルリン国際映画祭、エディンバラ国際映画祭、ロカルノ国際映画祭、シッチェス・カタロニア国際映画祭などと並び最も重要な国際映画祭である。
- 映画祭ロゴマークはトラ。
- ヨーロッパの映画祭の中でもインディペンデント映画やアジア映画を多く紹介するのが特徴である。
- 映画祭ディレクターは、第25回（1996年） - 第33回（2004年）はイギリス人のサイモン・フィールドが、第34回（2005年） - 第36回（2007年）はサンドラ・デン・ハマーが、第37回（2008年）からはルトガー・ウォルフソンが務めている[1]。

## 賞
最高賞の最優秀作品賞は「タイガー・アワード」と呼ばれ、1995年から導入された。「長編作品タイガー・アワード」（2015年までは毎年3作品選出）と「短編作品タイガー・アワード」の2種類からなる。
その他に「The Big Screen Award」「観客賞」「Dioraphte Award」「国際映画批評家連盟賞」「MovieZone Award」「KNF Award」「NETPAC Awards（最優秀アジア映画賞）」などの賞があり、フィルム・マーケットでも「Eurimages Co-Production Development Award」「ARTE France Cinéma Award」などの賞がある。

### タイガー・アワード (長編作品)
| 年                | 日本語題                | 原題 （英語題）                                                                   | 監督                                        | 製作国                                         |
| ----------------- | ----------------------- | --------------------------------------------------------------------------------- | ------------------------------------------- | ---------------------------------------------- |
| 第24回 （1995年） | 冬の河童                | N/A                                                                               | 風間志織                                    | 日本                                           |
| 第24回 （1995年） | N/A                     | Thalassa, Thalassa, Ruckkehr Zum Mmer (Thalassa,Thalassa-Return to the Sea )      | Bogdan Dumitrescu                           | ドイツ · ルーマニア                            |
| 第24回 （1995年） | N/A                     | 邮差 (Postman )                                                                   | 何建军                                      | 中国 · 香港                                    |
| 第25回 （1996年） | N/A                     | 儿子 (Sons )                                                                      | チャン・ユアン                              | 中国                                           |
| 第25回 （1996年） | 渚のシンドバッド        | (Like Grains of Sand )                                                            | 橋口亮輔                                    | 日本                                           |
| 第25回 （1996年） | N/A                     | Small Faces                                                                       | ギリーズ・マッキノン                        | イギリス                                       |
| 第26回 （1997年） | 豚が井戸に落ちた日      | 돼지가 우물에 빠진 날 (The Day a Pig Fell into the Well )                         | ホン・サンス                                | 韓国                                           |
| 第26回 （1997年） | N/A                     | Posledniye kanikuly (Last Holiday )                                               | Amir Karakulov                              | カザフスタン                                   |
| 第26回 （1997年） | N/A                     | Robinson in Space                                                                 | Patrick Keiller                             | イギリス                                       |
| 第27回 （1998年） | N/A                     | Giro di lune tra terra e mare                                                     | Giuseppe Gaudino                            | イタリア                                       |
| 第27回 （1998年） | N/A                     | Knoflíkári (Buttoners )                                                           | ペトル・ゼレンカ                            | チェコ                                         |
| 第27回 （1998年） | N/A                     | Die Siebtelbauern                                                                 | シュテファン・ルツォヴィツキー              | オーストリア · ドイツ                          |
| 第28回 （1999年） | フォロウィング          | Following                                                                         | クリストファー・ノーラン                    | イギリス                                       |
| 第28回 （1999年） | N/A                     | Plus qu'hier moins que demain                                                     | Laurent Achard                              | フランス                                       |
| 第28回 （1999年） | N/A                     | Zheleznaya pyata oligarkhii (The Iron Heel of Oligarchy )                         | Alexander Bashirov                          | ロシア                                         |
| 第29回 （2000年） | N/A                     | Bye Bye Blue Bird                                                                 | Katrin Ottarsdóttir                         | デンマーク                                     |
| 第29回 （2000年） | N/A                     | Mundo grúa (Crane World )                                                         | Pablo Trapero                               | アルゼンチン                                   |
| 第29回 （2000年） | ふたりの人魚            | 苏州河 (Suzhou River )                                                            | ロウ・イエ                                  | ドイツ · 中国                                  |
| 第30回 （2001年） | N/A                     | 25 Watts                                                                          | フアン・パブロ・レベージャ パブロ・ストール | ウルグアイ                                     |
| 第30回 （2001年） | 官能                    | In den Tag hinein (The Days Between )                                             | マリア・スペト                              | ドイツ                                         |
| 第30回 （2001年） | まぶだち                | (Bad Company )                                                                    | 古厩智之                                    | 日本                                           |
| 第31回 （2002年） | N/A                     | Divoké včely (Wild Bees )                                                         | Bohdan Sláma                                | チェコ                                         |
| 第31回 （2002年） | N/A                     | Tussenland                                                                        | Eugenie Jansen                              | オランダ                                       |
| 第31回 （2002年） | 神の口づけ              | În fiecare zi Dumnezeu ne saruta pe gura (Everyday God Kisses Us on the Mouth )   | シニツァ・ドラギン                          | ルーマニア                                     |
| 第32回 （2003年） | N/A                     | Extraño                                                                           | Santiago Loza                               | アルゼンチン · フランス · オランダ · スイス    |
| 第32回 （2003年） | N/A                     | 는 나의 힘 (Jealousy is My Middle Name )                                          | Park Chan-ok                                | 韓国                                           |
| 第32回 （2003年） | N/A                     | С любовью, Лиля (With Love. Lilya )                                               | Лариса Садилова                             | ロシア                                         |
| 第33回 （2004年） | 迷子                    | 不見 (The Missing )                                                               | リー・カンション                            | 台湾                                           |
| 第33回 （2004年） | N/A                     | Ljeto u zlatnoj dolini (Summer in the Golden Valley )                             | Srđan Vuletić                               | ボスニア・ヘルツェゴビナ · フランス · イギリス |
| 第33回 （2004年） | N/A                     | Unterwegs (En Route )                                                             | Jan Krüger                                  | ドイツ                                         |
| 第34回 （2005年） | N/A                     | 4                                                                                 | Иль́я Хржано́вский                            | ロシア                                         |
| 第34回 （2005年） | N/A                     | El Cielo gira (The Sky Turns )                                                    | Mercedes Álvarez                            | スペイン                                       |
| 第34回 （2005年） | N/A                     | Nemmeno il destino (Changing Destiny )                                            | Daniele Gaglianone                          | イタリア                                       |
| 第35回 （2006年） | N/A                     | 赖小子 (Walking on the Wild Side )                                                | 韩杰 (Han Jie)                              | 中国                                           |
| 第35回 （2006年） | N/A                     | Old Joy                                                                           | ケリー・ライヒャルト                        | アメリカ合衆国                                 |
| 第35回 （2006年） | N/A                     | La Perrera (The Dog Pound )                                                       | Manuel Nieto Zas                            | アルゼンチン · カナダ · ウルグアイ · スペイン  |
| 第36回 （2007年） | N/A                     | AFR                                                                               | Morten Hartz Kaplers                        | デンマーク                                     |
| 第36回 （2007年） | N/A                     | Baixio das Bestas (Bog of Beasts )                                                | Cláudio Assis                               | ブラジル                                       |
| 第36回 （2007年） | 愛は一切に勝つ          | Love Conquers All                                                                 | タン・チュイムイ                            | オランダ · マレーシア                          |
| 第36回 （2007年） | N/A                     | Die Unerzogenen (The Unpolished )                                                 | Pia Marais                                  | ドイツ                                         |
| 第37回 （2008年） | ポケットの花            | Flower in the Pocket                                                              | リュウ・センタック                          | マレーシア                                     |
| 第37回 （2008年） | ジャミル                | Gå med fred Jamil - Ma salama Jamil (Go With Peace Jamil )                        | オマー・シャガウィー                        | デンマーク                                     |
| 第37回 （2008年） | ワンダフル・タウン      | Wonderful Town                                                                    | アーティット・アッサラット                  | タイ                                           |
| 第38回 （2009年） | N/A                     | Be Calm and Count to Seven                                                        | Ramtin Lavafipour                           | イラン                                         |
| 第38回 （2009年） | 息もできない            | 똥파리 (Breathless )                                                              | ヤン・イクチュン                            | 韓国                                           |
| 第38回 （2009年） | 二つのロザリオ          | Uzak İhtimal (Wrong Rosary )                                                      | マフムト・ファズル・ジョシュクン            | トルコ                                         |
| 第39回 （2010年） | N/A                     | Agua fría de mar (Cold Water of the Sea )                                         | Paz Fábrega                                 | コスタリカ                                     |
| 第39回 （2010年） | N/A                     | Alamar (To the Sea )                                                              | Pedro González-Rubio                        | メキシコ                                       |
| 第39回 （2010年） | ありふれた話            | Jao nok krajok (Mundane History )                                                 | アノーチャ・スイッチャーゴーンポン          | タイ                                           |
| 第40回 （2011年） | N/A                     | Tee rak (Eternity )                                                               | Sivaroj Kongsakul                           | タイ                                           |
| 第40回 （2011年） | N/A                     | Finisterrae                                                                       | Sergio Caballero                            | スペイン                                       |
| 第40回 （2011年） | N/A                     | 무산일기 (The Journals of Musan )                                                 | Park Jung-bum                               | 大韓民国 ·                                     |
| 第41回 （2012年） | N/A                     | Klip (Clip )                                                                      | Maja Miloš                                  | セルビア ·                                     |
| 第41回 （2012年） | 木曜から日曜まで        | De jueves a domingo (Thursday Till Sunday )                                       | ドミンガ・ソトマイヨール                    | チリ · オランダ ·                              |
| 第41回 （2012年） | N/A                     | Jidan he shitou (Egg and Stone )                                                  | Huang Ji                                    | 中華人民共和国                                 |
| 第42回 （2013年） | N/A                     | Môj pes Killer (My Dog Killer )                                                   | Mira Fornay                                 | スロバキア · チェコ                            |
| 第42回 （2013年） | N/A                     | Soldate Jeannette (Soldier Jane )                                                 | Daniel Hoesl                                | オーストリア                                   |
| 第42回 （2013年） | N/A                     | Larzanandeye charbi (Fat Shaker )                                                 | Mohammad Shirvani                           | イラン                                         |
| 第43回 （2014年） | 山守クリップ工場の辺り  | (Anatomy of a Paper Clip)                                                         | 池田暁                                      | 日本                                           |
| 第43回 （2014年） | ハン・ゴンジュ 17歳の涙 | 한공주 (Han Gong-ju )                                                             | イ・スジン                                  | 大韓民国                                       |
| 第43回 （2014年） | N/A                     | Nånting måste gå sönder (Something Must Break )                                   | Ester Martin Bergsmark                      | スウェーデン                                   |
| 第44回 （2015年） | N/A                     | La obra del siglo                                                                 | Carlos M. Quintela                          | アルゼンチン · キューバ · スイス · ドイツ      |
| 第44回 （2015年） | N/A                     | Videofilia (y otros síndromes virales) (Videophilia (and Other Viral Syndromes) ) | Juan Daniel F. Molero                       | ペルー                                         |
| 第44回 （2015年） | N/A                     | Vanishing Point                                                                   | Jakrawal Nilthamrong                        | タイ                                           |
| 第45回 （2016年） | N/A                     | رویاهای رادیویی (Radio Dreams )                                                   | Babak Jalali                                | イラン                                         |
| 第46回 （2017年） | セクシー・ドゥルガ      | സെക്സി ദുർഗ (Sexy Durga )                                                             | サナル・クマール・シャシダラン              | インド                                         |
| 第47回 （2018年） | N/A                     | 北方一片蒼茫 (The Widowed Witch)                                                  | 蔡成傑(Cai Chengjie)                        | 中華人民共和国                                 |
| 第48回 （2019年） | N/A                     | 完美現在時 (Present.Perfect.)                                                     | 朱聲仄(Shengze Zhu)                         | 香港 · アメリカ合衆国                          |
| 第49回 （2020年） | N/A                     | 她房間裡的雲 (The Cloud In Her Room)                                              | 鄭陸心源(Zheng Lu Xinyuan)                  | 中華人民共和国 · 香港                          |
| 第50回 （2021年） | 小石                    | கூழாங்கல் (Pebbles)                                                                   | P・S・ヴィノートラージ(Vinothraj P.S.)      | インド                                         |
| 第51回 （2022年） | N/A                     | EAMI                                                                              | Paz Encina                                  | パラグアイ                                     |
| 第52回 （2023年） | N/A                     | Le spectre de Boko Haram                                                          | Cyrielle Raingou                            | カメルーン                                     |
| 第53回 （2024年） | 莉の対                  | (Rei)                                                                             | 田中稔彦                                    | 日本                                           |